# EC 1835

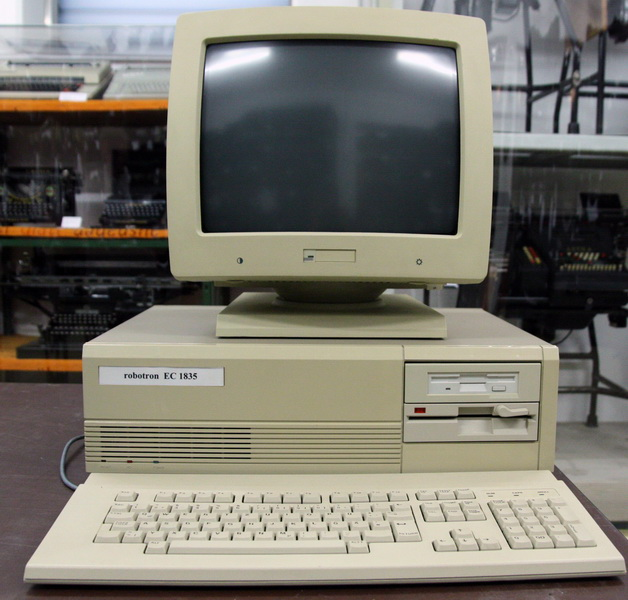
Funktionsmuster des EC 1835 mit Monitor K7233

Der Personalcomputer EC 1835 wurde ab 1988 in der DDR vom VEB Robotron-Elektronik Dresden, Fachgebiet Geräte E2 Karl-Marx-Stadt, dem VEB Robotron-Buchungsmaschinenwerk Karl-Marx-Stadt und VEB Robotron-Büromaschinenwerk „Ernst Thälmann“ Sömmerda entwickelt. Der dem EC 1835 als Vorbild dienende IBM-PC/AT mit seinem Intel-Mikroprozessor i80286 war im Jahre 1984 erschienen. Der EC 1835 war eine Weiterentwicklung des EC 1834 und sollte diesen Ende 1990 in der Serienproduktion ablösen. Es wurden 1990 ca. 20 Funktionsmuster des EC 1835 gebaut, von denen eines auf der Leipziger Frühjahrsmesse 1990 zu sehen war. Das Mustergerät Nr. 11 befindet sich heute im Depot des Industriemuseums Chemnitz.

## Hardware

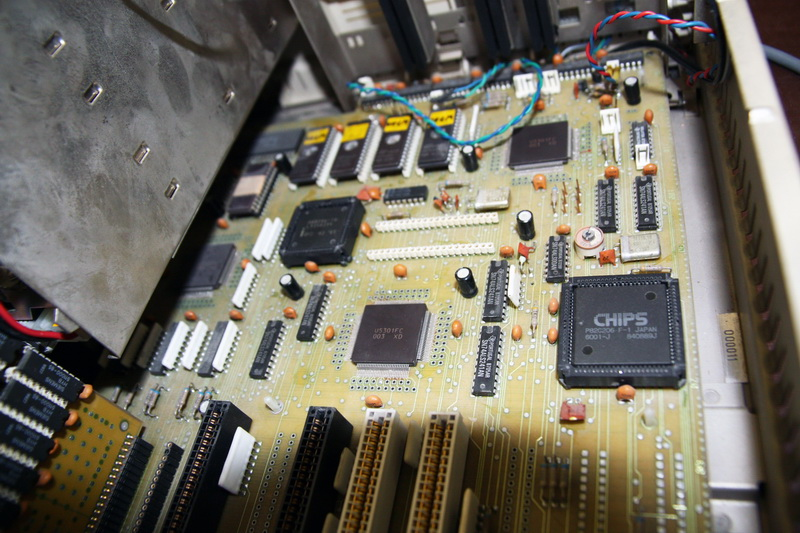
Systemplatine des EC 1835 mit U5301 Gate-Array

Die Schaltkreis-Basis des EC 1835 sollte ein dem i80286 analoges System mit höchstintegrierter Rand- und Speicherelektronik aus DDR-Entwicklung und -Produktion mit der Bezeichnung Mikroprozessorsystem U80600 sein. Es gelangte anstelle der Originalschaltkreise von Intel aber nicht mehr im EC 1835 zum Einsatz. Im EC 1835 wurden im Unterschied zum Original IBM/AT Teile der MSI-Logik durch drei Typen (ein Grundtyp) LSI-CMOS-Gate-Arrays U5301 ersetzt. Diese wurden als Eigenentwurf bei Robotron in Karl-Marx-Stadt entworfen und im VEB Zentrum für Mikroelektronik Dresden produziert.

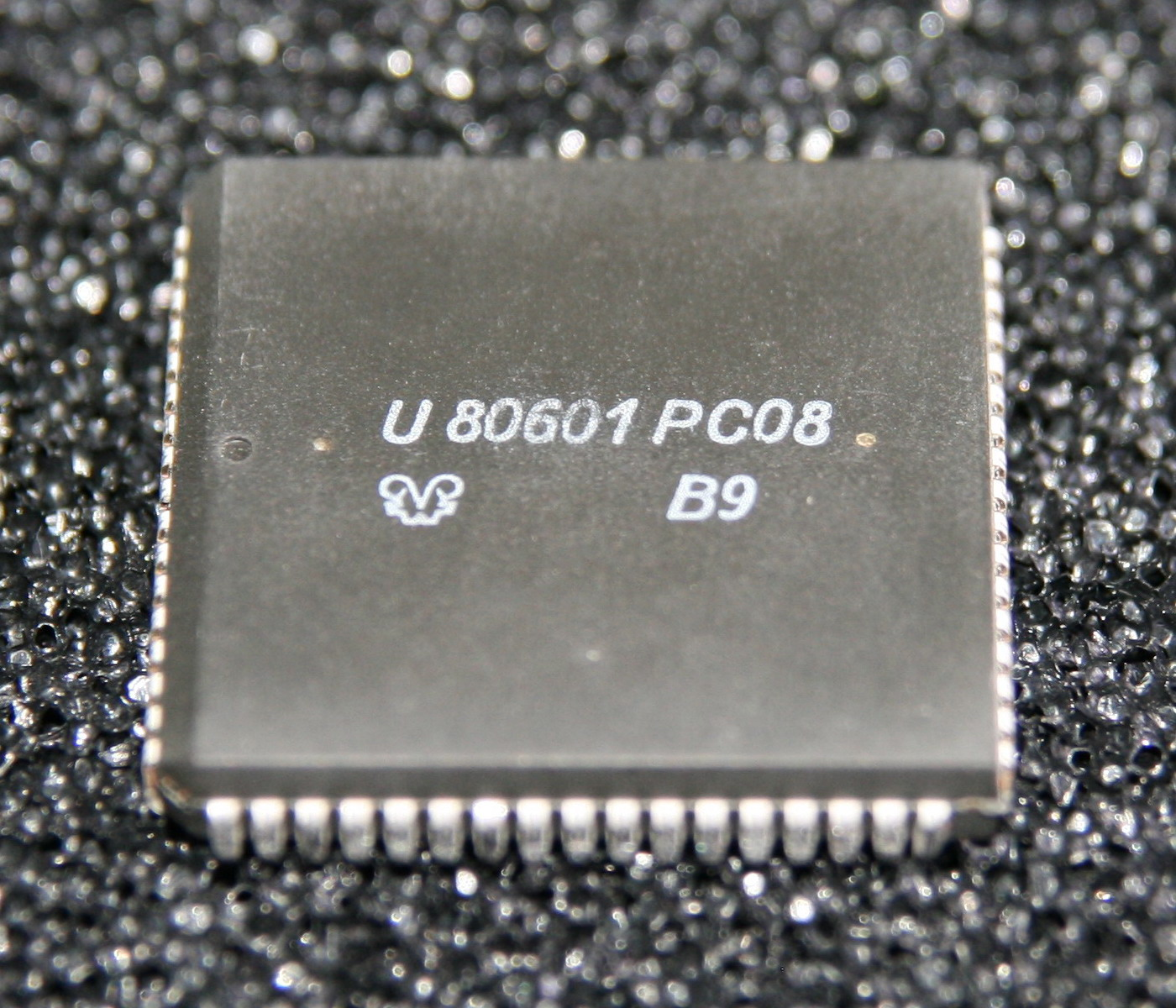
U80601 PC08

Die Systemeinheit (Grundgerät) des EC 1835 besteht aus:
- Systemplatine (Motherboard) mit:
  - Prozessor U80601 (analog Intel 80286), Taktfrequenz 8 MHz
  - Arithmetikprozessor (Co-Prozessor) U80613 (analog Intel 80287)
  - 3 Gate-Arrays U5301FC003 für u. a. Busverwaltung der Daten- und Adressleitungen
  - Integrated Peripheral Controller (IPC) U80620 (CHIPS o. SAB 82C206) für DMA und Interruptsystem (IRQ 0–15) sowie Zeitgeber, batteriegepufferte Echtzeituhr und CMOS-RAM
  - max. 8 MB DRAM mit RAM-Modulen; max. 128 KB ROM für BIOS
  - Tastatur- und Mausinterface mit Einchip-Mikrorechner U8821M (analog Zilog Z8)
  - 8 Steckplätze 6 × 16 Bit, 2 × 8 Bit (direkte Steckverbinder) für folgende E/A-Adapter-Steckeinheiten:
  - Floppydisk-Adapter FDC/AT mit U8272 (Intel P8272A)I/O-Adapter des EC 1835

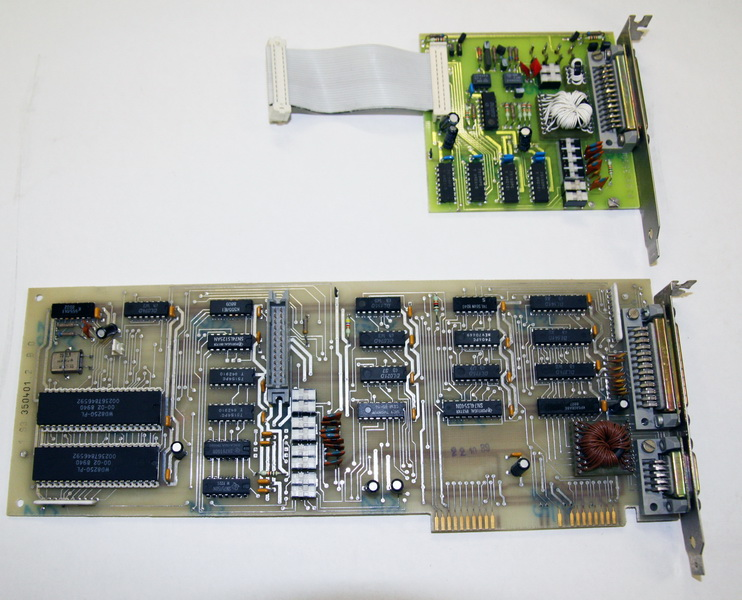
I/O-Adapter des EC 1835

  - Harddisk-Adapter HDC/AT mit U82062 (Western Digital WD1010) kompatibel zum Seagate ST506/412 Interface
  - Grafikkarte MDA 720 × 348 Pixel, monochrom
  - Grafikkarte VGA 640 × 480 Pixel, 256 Farben
  - I/O-Adapter mit 2 × CM611 (WD8250, UART)
  - X.21/X.25 Adapter (für paketvermitteltes Datennetz) mit U880
  - BSC-Adapter (1 × synchrone und asynchrone V.24) mit Intel 8251A und Intel 8255A
  - LNC2-Adapter für Vernetzung im Rolanet-2/Ethernet oder im Thin-Ethernet
  - IEC-Bus-Adapter (bitparalleles, byteserielles Interface nach IEC-625)
  - KIF-Adapter (Anschluss an Bildschirmsystem EC 7920)

- 5,25″-Disketten-Laufwerke K 5601.16 (1,2 MB) oder
- 3,5″-Disketten-Laufwerke K 5603 (1,44 MB)
- 5,25″-Festplattenlaufwerk K 5504.20 oder K 5504.50 (20 MB oder 40 MB formatiert)

- Schaltnetzteil 200 W
- das EC 1834-Gehäuse wurde für den EC 1835 entsprechend weiterentwickelt und angepasst

Angeboten werden sollte der EC 1835 mit
- MDA-fähigen Monitoren K 7228.1, K 7229.1 sowie VGA-fähigen Monitoren K 7233.60 bzw. K 7233.61
- Tastatur K 7673.xx

## Betriebssysteme/Software
Für den Personalcomputer EC 1835 war das Hauptbetriebssystem DCP Version 3.30 (Adaption des MS-DOS 3.30) vorgesehen. Als Zweitbetriebssystem stand MUTOS1835 (Adaption des UNIX V) zur Verfügung. Grundsätzlich sollten alle Softwarekomponenten, welche auf dem IBM-PC/AT lauffähig sind, auch für den EC 1835 einsatzfähig bereitgestellt werden.

## Geplante Nachfolger
Spätestens 1993/94 waren Ergänzungen vorhandener wie auch die Schaffung neuer Modelle mit einem 32-Bit-Mikroprozessor analog Intel 80386 erforderlich. Unter Nutzung der Zusammenarbeit mit der UdSSR und mit Beteiligung der Anwenderkombinate in der DDR – einschließlich Kombinat Robotron – an der SK-Entwicklung sollte eine DDR-Produktion eines entsprechenden Mikroprozessorsystems MP 800 zum frühestmöglichen Zeitpunkt im Technologieniveau 5 (Strukturbreite 1 µm) erfolgen.
Zur Bereitstellung eines dem i80386 kompatiblen 32-bit-Mikroprozessorssystems MP800 (U80800), das mit einem umfangreichen Schaltkreisspektrum besonders von den Anwenderkombinaten „Fritz Heckert“ (FHK) Karl-Marx-Stadt, Automatisierungsanlagenbau (AAB) Berlin und Elektro-Apparate-Werke (EAW) Berlin sowie von Robotron gefordert wurde, strebte das Kombinat Mikroelektronik (KME) an, dass entscheidende Bauelemente dieses Systems auf der Basis der mit der Vereinigung „Mikroprozessoren Kiew“ begonnenen Abstimmungen aus der UdSSR importiert werden und die DDR sich mit finanzierbaren Leistungsbeiträgen beteiligt.
Seitens KME wurde 1989 eingeschätzt, dass die Eigenentwicklung und Produktion der Hauptschaltkreise des U80800-Systems im Zeitraum 1991–1995 nicht durchführbar war, weil solch wichtige Voraussetzungen wie die personelle, die hard- und softwareseitige Sicherstellung eines hierfür notwendigen modularen Entwicklungssystems und die Realisierung eines Forschungsreinraums zur Technologieentwicklung im Forschungszentrum Erfurt des KME nicht gewährleistet werden konnten.
Hauptursache dafür war, dass gemäß SED-Beschluss „Mikron“ der Nachbau des Mikroprozessors vom Typ Micro-VAX 78032 der Digital Equipment Corporation (DEC) Vorrang hatte.  Der erste 32-Bit-Mikroprozessor aus DDR-Entwicklung war daher der 1989 vorgestellte MME U80701, die CPU des Nachbaus der MicroVAX II, dem Robotron K 1820. Die Entwicklung des U80800-Systems bei KME war dennoch geplant und lag der Produktionssicherung EC 1835 ab 1990 zugrunde. Die Arbeiten am Nachbau des Intel 80386 waren in Erfurt bereits 1986 angelaufen, aber wegen zentraler Weisungen und Kapazitätsmangel in ihrer Priorität herabgestuft worden.
Die bis 1995 geplanten ESER-PC Nachfolge-Modelle waren:
- EC 1835W: AT/386-Typ, 16/32-Bit-Modell, Produktion 1992–1995
- EC 1835M: 16-Bit-Modell, AT-Fortsetzungstyp auf Basis einer neuen Technologiegeneration, Produktion ab 1993
- EC 186x: 32-Bit-Modell, kompatible Fortsetzung auf neuem Technologieniveau mit Mikroprozessor analog Intel 80386, Produktion ab 1994.

## EC1835 nach der Währungsunion

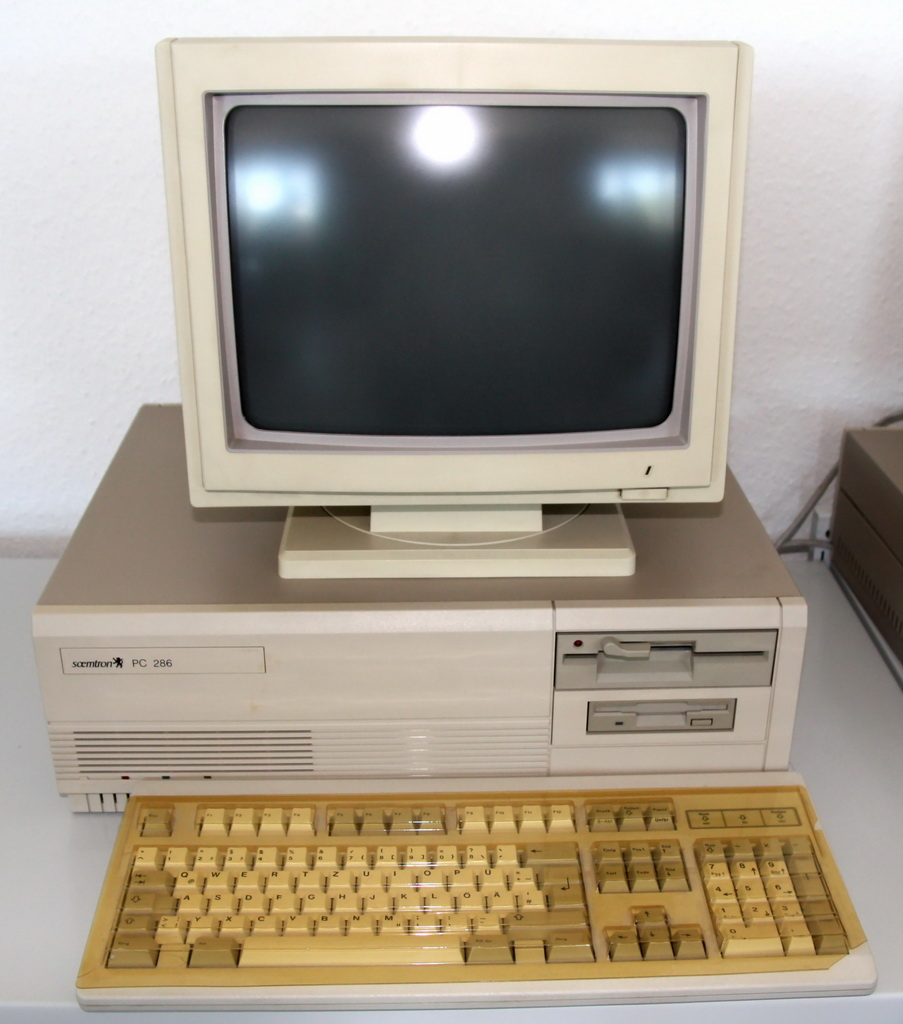
soemtron PC 286 basierend auf EC 1835

Nach der Währungs-, Wirtschafts- und Sozialunion zum 1. Juli 1990 wurden die Entwicklungsarbeiten am EC 1835 in der oben beschriebenen Ausführung abgebrochen. In der Büromaschinenwerk Sömmerda AG (BWS AG) wurden nun – unter Verwendung importierter Baugruppen (Motherboards und Steckkarten mit Originalbauelementen sowie Floppies, Harddisks usw.) sowie den vorhandenen Gehäusen – AT-Personalcomputer assembliert, die mit den Bezeichnungen EC 1835/286, EC 1835/386SX und EC 1835/386 vorwiegend nach Osteuropa und in die Sowjetunion inklusive einer MS-DOS-4.01-Lizenz geliefert wurden. Mit der Fertigung von 8.055 Stück dieser EC 1835 konnten bestehende Lieferverträge zum PC 1715 und EC 1834 erfüllt und im Rahmen von Transferrubel-Geschäften die Existenz der BWS AG bis Mitte 1991 gesichert werden. Ab dem vierten Quartal 1990 wurden diese PCs unter dem Markennamen soemtron vertrieben.
Ähnlich wie in Sömmerda wurden ab Mitte 1990 vom Nachfolger des BWK, der Ascota AG Chemnitz, ebenfalls PCs mit angepassten Gehäusebaugruppen des EC 1834/35 unter dem Namen ASCOTA verkauft.